# Татишвили, Цисана Бежановна
Цисана Бежановна Татишви́ли (груз. ცისანა ტატიშვილი; 30 декабря 1937 — 23 сентября 2017) — советская, грузинская оперная певица (сопрано), педагог. Народная артистка СССР (1979).

## Биография
Родилась 30 декабря 1937 года в Тбилиси.
Её детство и юность прошли в одном из старых районов Тбилиси — Сололаки. Мама, Кетеван Зандукели, одна растила Цисану с братом Гоги. Отец — Бежан Татишвили, получил военное образование в Иркутске, вернулся на родину и одно время состоял в должности военного комиссара. Позднее руководил военной кафедрой в государственном университете. Был арестован и сослан, потом расстрелян.
Цисана проявила интерес к пению с пяти лет. Была очень стеснительным ребёнком и для изучения грузинских фольклорных танцев и привыкания к сцене мама отдала её в ансамбль песни и танца Джано Багратиони, где она танцевала сольные партии почти в течение года. В паре с ней танцевал народный артист Грузии Омар Мхеидзе. Выступали на различных концертах. Оставив ансамбль, всю себя посвятила пению. В результате интенсивных занятий в течение года, поступила в консерваторию.
В 1963 году окончила Тбилисскую консерваторию по классу пения у Г. П. Картвелишвили (училась также у Д. С. Мчедлидзе).
В 1963—2001 годах — солистка Тбилисского театра оперы и балета.
Её партнёрами по сцене были: Петре Амиранашвили, Давид Гамрекели, Бату Кравеишвили, Зураб Анджапаридзе, Ирина Архипова,  Владислав Пьявко, Ирина Богачёва, Медея Амиранашвили, Владимир Атлантов, Гегам Григорян, Паата Бурчуладзе, Ламара Чкония, Евгения Мирошниченко, Мария Биешу, Зураб Соткилава, Юрий Мазурок, Елена Образцова, Нодар Андгуладзе, Павел Лисициани.
Пела в ГАБТ (Москва), Мариинском театре (Санкт-Петербург), Комише опер и Deutsche Oper (Берлин), Мюнхене, Кёльне, Бонне, Базеле, Саарбрюккене, Франкфурте (все Германия), Праге (Чехословакия), Вене (Австрия), Лондоне (Англия), Лиссабоне (Португалия), Софии (Болгария), Будапеште (Венгрия), Варшаве (Польша), Aфинах (Греция), Бухаресте (Румыния), Риме, Флоренции, Венеции, Буссето (все Италия), Испании, Швеции, Литве, Латвии, Эстонии.
Выступала как концертная певица, участвовала в исполнении монументальных произведений, в том числе 9-й симфонии Л. Бетховена, Реквиема Дж. Верди. Камерный репертуар включает исполнение романсов П. Чайковского и С. В. Рахманинова, сочинений немецких и итальянских мастеров, камерных произведений О. Тактакишвили и А. Д. Мачавариани.
Преподавала в Тбилисской консерватории (профессор).
Академик Гуманитарной академии.
В 2010 году перед зданием Театра оперы и балета имени З. Палиашвили (Тбилиси) установлена звезда, посвященная Цисане Татишвили.
Жемчужиной оперного искусства когда-то назвал грузинскую оперную певицу Марис Лиепа. «Когда я вхожу на репетицию с балетной труппой, то всегда говорю танцовщикам: танцуйте так, как поёт Цисана Татишвили, и вы обязательно достигнете большого успеха!»
«Цисана — это явление, блестящая звезда, которая прославила Родину, грузинскую культуру. Если бы она в свое время уехала в Европу, то это вызвало бы большой резонанс в мировом оперном искусстве. Такие оперные звезды, как Цисана, рождаются раз в сто лет.» Так говорил о ней Гига Лорткипанидзе, Народный артист СССР.
Скончалась 23 сентября 2017 года в Тбилиси. Похоронена в Дидубийском пантеоне.

### Семья
- Муж (с 1981) — Георгий Тотибадзе (1928—2010), художник. Академик, член-корреспондент Академии художеств СССР, ректор Тбилисской государственной академии художеств (1972—1982).

## Звания и награды
- Народная артистка Грузинской ССР (1973)
- Народная артистка СССР (1979)
- Государственная премия Грузинской ССР имени З. П. Палиашвили (1979)[13]
- Государственная премия Грузинской ССР имени Шота Руставели (1987)
- Орден Чести (Грузия) (2010)
- Президентский орден Сияние (Грузия, 2012)[14]
- Швейцарская медаль
- Приз «Искусство — само бессмертие» (Международная ассоциация искусств «Мзечабуки» и общества Марии Каллас)[15]
- Почётный гражданин Тбилиси (2012)[16].

## Вокальные партии
- «Даиси» З. Палиашвили — Маро
- «Абесалом и Этери» З. Палиашвили — Этери
- «Миндия» О. В. Тактакишвили — Мзия
- «Похищение луны» О. В. Тактакишвили — Тамар
- «Сказание о Тариэле» Ш. М. Мшвелидзе — Дареджан
- «Пиковая дама» П. И. Чайковского — Лиза
- «Трубадур» Дж. Верди — Леонора
- «Аида» Дж. Верди — Аида, Амнерис
- «Отелло» Дж. Верди — Дездемона
- «Тоска» Дж. Пуччини — Тоска
- «Джанни Скикки» Дж. Пуччини — Лауретта
- «Лоэнгрин» Р. Вагнера — Ортруда
- «Летучий голландец» Р. Вагнера — Сента
- «Сельская честь» П. Масканьи — Сантуцца
- «Саломея» Р. Штрауса — Саломея
- «Князь Игорь» А. П. Бородина — Половчанка
- «Травиата» Дж. Верди — Флора
- «Бал-маскарад» Дж. Верди — Амелия
- «Дон Карлос» Дж. Верди — Елизавета, Эболи
- «Джанни Скикки» Дж. Пуччини — Лауретта
- «Дон Жуан» В. Моцарта — Донна Анна
- «Банк бан» Ф. Эркеля — Гертруда
- «Эдгар» Дж. Пуччини — Фиделия.